# Список рекордов и достижений «Бруклин Нетс»
«Бруклин Нетс» (англ. Brooklyn Nets) — профессиональный баскетбольный клуб, располагающийся в  Бруклине в одном из боро Нью-Йорка. Выступает в Атлантическом дивизионе Восточной конференции Национальной баскетбольной ассоциации (НБА). По окончании сезона 2011/2012 команда проводит домашние игры в Барклэйз-центре.
Клуб был основан в 1967 году, в Нью-Джерси под названием «Нью-Джерси Американс» (англ. New Jersey Americans) и выступал в Американской баскетбольной ассоциации. Годом позже он переехал в Лонг-Айленд, Нью-Йорк, и был переименован в «Нью-Йорк Нетс». «Нетс», ведомый Джулиусом Ирвингом, в 1974 и 1976 годах выиграл два чемпионских титула АБА.
После сезона 1975/76 АБА объединилась с НБА, и «Нетс» стал одним из четырёх клубов, которые стали играть в НБА. После сезона 1976/77, где они конкурировали на рынке с «Нью-Йорк Никс», они вернулись в Нью-Джерси, и стали называться «Нью-Джерси Нетс». «Нетс», ведомый Джейсоном Киддом, дважды подряд выходил в финал НБА в 2002 и 2003 годах. 30 апреля 2012 года команда переехала в Бруклин Нью-Йорк и стала называться «Бруклин Нетс».

## Достижения
| Номер | Имя             | Позиция   | Карьера   | Введен | Ссылка |
| ----- | --------------- | --------- | --------- | ------ | ------ |
| 24    | Рик Бэрри       | Форвард   | 1970–1972 | 1987   | [ 1 ]  |
| 1     | Нейт Арчибальд  | Защитник  | 1976–1977 | 1991   | [ 2 ]  |
| 32    | Джулиус Ирвинг  | Форвард   | 1973–1976 | 1993   | [ 3 ]  |
| 21    | Боб Макаду      | Центровой | 1981      | 2000   | [ 4 ]  |
| 3     | Дражен Петрович | Защитник  | 1990–1993 | 2002   | [ 5 ]  |
| 34    | Мел Дэниелс     | Центровой | 1976      | 2012   | [ 6 ]  |
| 22    | Бернард Кинг    | Форвард   | 1977–1979 | 2013   | [ 7 ]  |
| 30    | Бернард Кинг    | Форвард   | 1992–1993 | 2013   | [ 7 ]  |
| 33    | Алонзо Моурнинг | Центровой | 2003–2004 | 2014   | [ 8 ]  |
| 55    | Дикембе Мутомбо | Центровой | 2002–2003 | 2015   | [ 9 ]  |
| 10    | Морис Чикс      | Защитник  | 1992–1993 | 2018   | [ 10 ] |
| 5     | Джейсон Кидд    | Защитник  | 2001–2008 | 2018   | [ 11 ] |
| 2     | Кевин Гарнетт   | Центровой | 2013-2015 | 2020   | [ 12 ] |
| 34    | Пол Пирс        | Форвард   | 2013–2014 | 2021   | [ 13 ] |

| Имя           | Позиция        | Карьера   | Введен | Ссылка |
| ------------- | -------------- | --------- | ------ | ------ |
| Лу Карнезекка | Главный тренер | 1970–1973 | 1992   | [ 14 ] |
| Чак Дэйли     | Главный тренер | 1992–1994 | 1994   | [ 15 ] |
| Ларри Браун   | Главный тренер | 1981–1983 | 2002   | [ 16 ] |
| Джон Калипари | Главный тренер | 1996–1999 | 2015   | [ 17 ] |
| Билл Фитч     | Главный тренер | 1989–1992 | 2019   | [ 18 ] |

| Имя      | Позиция                   | Карьера              | Введен | Ссылка |
| -------- | ------------------------- | -------------------- | ------ | ------ |
| Род Торн | Помощник главного тренера | 1973–1975, 1976–1978 | 2018   | [ 19 ] |
| Род Торн | Генеральный менеджер      | 2000–2010            | 2018   | [ 19 ] |

| Номер | Имя             | Позиция   | Карьера   | Введен | Ссылка |
| ----- | --------------- | --------- | --------- | ------ | ------ |
| 3     | Дражен Петрович | Защитник  | 1991–1993 | 2007   | [ 20 ] |
| 33    | Алонзо Моурнинг | Центровой | 2003–2004 | 2019   | [ 21 ] |

| Номер | Игрок           | Позиция   | Карьера              | Введен          |
| ----- | --------------- | --------- | -------------------- | --------------- |
| 3     | Дражен Петрович | Защитник  | 1990–1993            | 11 ноября 1993  |
| 5     | Джейсон Кидд    | Защитник  | 2001–2008            | 17 октября 2013 |
| 6     | Билл Расселл    | Центровой | Номер выведен из НБА | 11 августа 2022 |
| 23    | Джон Уильямсон  | Защитник  | 1973–1980            | 7 декабря 1990  |
| 25    | Билл Мелчионни  | Защитник  | 1969–1976            | Сентябрь 1976   |
| 32    | Джулиус Ирвинг  | Форвард   | 1973–1976            | 3 апреля 1987   |
| 52    | Бак Уильямс     | Форвард   | 1981–1989            | 11 апреля 1999  |

## Индивидуальные награды

### Американская баскетбольная ассоциация
| Самый ценный игрок АБА - Джулиус Ирвинг — 1974, 1975, 1976 Самый ценный игрок плей-офф АБА - Джулиус Ирвинг — 1974, 1976 Новичок года АБА - Брайан Тэйлор — 1973 | Первая сборная всех звёзд АБА - Рик Бэрри — 1971, 1972 - Билл Мелчионни — 1972 - Джулиус Ирвинг — 1974, 1975, 1976 Вторая сборная всех звёзд АБА - Брайан Тэйлор — 1975 Сборная всех звёзд защиты АБА - Майк Гейл — 1974 - Брайан Тэйлор — 1975, 1976 - Джулиус Ирвинг — 1976 | Сборная новичков АБА - Джон Роче — 1972 - Джим Чонс — 1973 - Брайан Тэйлор — 1973 - Ларри Кенон — 1974 - Джон Уильямсон — 1974 - Ким Хьюз — 1976 |

### Национальная баскетбольная ассоциация
| Новичок года НБА - Бак Уильямс — 1982 - Деррик Колман — 1991 Менеджер года НБА - Род Торн — 2002 Приз имени Дж. Уолтера Кеннеди - Уэйн Эллингтон — 2016 Приз за спортивное поведение НБА - Патти Миллс — 2022 | Первая сборная всех звёзд - Джейсон Кидд — 2002, 2004 Вторая сборная всех звёзд НБА - Бак Уильямс — 1983 - Джейсон Кидд — 2003 - Кевин Дюрант — 2022 Третья сборная всех звёзд НБА - Дражен Петрович — 1993 - Деррик Колман — 1993 - Стефон Марбери — 2000 - Кайри Ирвинг — 2021 Первая сборная всех звёзд защиты - Джейсон Кидд — 2002, 2006 Вторая сборная всех звёзд защиты - Бак Уильямс — 1988 - Джейсон Кидд — 2003, 2004, 2005, 2007 | Первая сборная новичков НБА - Бернард Кинг — 1978 - Бак Уильямс — 1982 - Деррик Колман — 1991 - Кит Ван Хорн — 1998 - Кеньон Мартин — 2001 - Брук Лопес — 2009 - Мэйсон Пламли — 2014 Вторая сборная новичков НБА - Крис Моррис — 1989 - Керри Киттлс — 1997 - Ричард Джефферсон — 2002 - Ненад Крстич — 2005 - Маркус Уильямс — 2007 - Маршон Брукс — 2012 - Боян Богданович — 2015 |

## Матч всех звёзд

### Американская баскетбольная ассоциация
| Главный тренер матча звёзд АБА - Кевин Логери — 1975, 1976 Победитель конкурса по броскам сверху - Джулиус Ирвинг — 1976 | Игроки матча всех звёзд АБА - Тони Джексон — 1968 - Уолт Саймон — 1969 - Леверн Тарт — 1970 - Билл Мелчионни — 1971—1973 | - Рик Бэрри — 1971, 1972 - Билли Польц — 1973, 1974, 1975 - Джулиус Ирвинг — 1974—1976 - Ларри Кенон — 1974, 1975 - Брайан Тейлор — 1975, 1976 |

### Национальная баскетбольная ассоциация
| Главный тренер матча звёзд НБА - Байрон Скотт — 2002 Победитель конкурса умений - Джейсон Кидд — 2003 - Спенсер Динвидди — 2018 Победитель конкурса трёхочковых бросков - Джо Харрис — 2019 | Игроки матча всех звёзд НБА - Бак Уильямс — 1982, 1983, 1986 - Отис Бёрдсонг — 1984 - Майкл Рэй Ричардсон — 1985 - Кенни Андерсон — 1994 - Деррик Колман — 1994 - Джейсон Уильямс — 1998 - Стефон Марбери — 2001 - Джейсон Кидд — 2002–2004, 2007, 2008 - Кеньон Мартин — 2004 | - Винс Картер — 2005–2007 - Девин Харрис — 2009 - Дерон Уильямс — 2012 - Брук Лопес — 2013 - Джо Джонсон — 2014 - Д’Анджело Расселл — 2019 - Кевин Дюрант — 2021, 2022, 2023 - Джеймс Харден — 2021, 2022 - Кайри Ирвинг — 2021, 2023 |

Notes
1. 1 2 3 4 5 6  Не участвовал

## Индивидуальная статистика
| Категория                            | Игрок               | Статистика |
| ------------------------------------ | ------------------- | ---------- |
| Игры                                 | Бак Уильямс         | 635        |
| Минуты                               | Бак Уильямс         | 23,100     |
| Очки                                 | Брук Лопес          | 10,444     |
| Подборы                              | Бак Уильямс         | 7,576      |
| Передачи                             | Джейсон Кидд        | 4,620      |
| Перехваты                            | Джейсон Кидд        | 950        |
| Блок-шоты                            | Брук Лопес          | 972        |
| Персональные фолы                    | Бак Уильямс         | 2,244      |
| Потери                               | Бак Уильямс         | 1,811      |
| Забито бросков с игры                | Брук Лопес          | 4,044      |
| Попытки бросков с игры               | Брук Лопес          | 7,998      |
| Забито трёхочковых бросков           | Джо Харрис          | 984        |
| Попытки трёхочковых бросков          | Джейсон Кидд        | 2,377      |
| Забито штрафных бросков              | Бак Уильямс         | 2,476      |
| Попытки штрафных бросков             | Бак Уильямс         | 3,818      |
| Процент попадания с игры (FG%)       | Ник Клэкстон        | .679       |
| Процент попадания трёхочковых (3FG%) | Юта Ватанабэ        | .444       |
| Процент попадания со штрафных (FT%)  | Кевин Дюрант        | .910       |
| Очки за матч                         | Рик Бэрри           | 30.6       |
| Подборы за матч                      | Бак Уильямс         | 11.9       |
| Передачи за матч                     | Джейсон Кидд        | 9.1        |
| Перехваты за матч                    | Майкл Рэй Ричардсон | 2.7        |
| Блок-шоты за матч                    | Шон Брэдли          | 3.8        |

| Категория                            | Игрок               | Статистика | Сезон                  |
| ------------------------------------ | ------------------- | ---------- | ---------------------- |
| Минуты                               | Рик Бэрри           | 3,616      | АБА в сезоне 1971/1972 |
| Очки                                 | Рик Бэрри           | 2,518      | АБА в сезоне 1971/1972 |
| Подборы                              | Билли Польц         | 1,035      | АБА в сезоне 1971/1972 |
| Передачи                             | Джейсон Кидд        | 808        | НБА в сезоне 2001/2002 |
| Перехваты                            | Майкл Рэй Ричардсон | 243        | НБА в сезоне 1984/1985 |
| Блок-шоты                            | Джордж Джонсон      | 274        | НБА в сезоне 1977/1978 |
| Персональные фолы                    | Дэррил Доукинс      | 386        | НБА в сезоне 1983/1984 |
| Потери                               | Кевин Портер        | 348        | НБА в сезоне 1977/1978 |
| Забито бросков с игры                | Джулиус Ирвинг      | 949        | АБА в сезоне 1975/1976 |
| Попытки бросков с игры               | Рик Бэрри           | 1,969      | АБА в сезоне 1971/1972 |
| Забито трёхочковых бросков           | Д’Анджело Расселл   | 234        | НБА в сезоне 2018/2019 |
| Попытки трёхочковых бросков          | Д’Анджело Расселл   | 635        | НБА в сезоне 2018/2019 |
| Забито штрафных бросков              | Рик Бэрри           | 641        | АБА в сезоне 1971/1972 |
| Забито штрафных бросков              | Рик Бэрри           | 730        | АБА в сезоне 1971/1972 |
| Процент попадания с игры (FG%)       | Ник Клэкстон        | .705       | НБА в сезоне 2022/2023 |
| Процент попадания трёхочковых (3FG%) | Джо Харрис          | .475       | НБА в сезоне 2020/2021 |
| Процент попадания со штрафных (FT%)  | Кевин Дюрант        | .934       | НБА в сезоне 2022/2023 |
| Очки за матч                         | Рик Бэрри           | 31.5       | АБА в сезоне 1971/1972 |
| Подборы за матч                      | Джейсон Уильямс     | 13.6       | НБА в сезоне 1997/1998 |
| Передачи за матч                     | Кевин Портер        | 10.8       | НБА в сезоне 1977/1978 |
| Перехваты за матч                    | Майкл Рэй Ричардсон | 3.0        | НБА в сезоне 1984/1985 |
| Блок-шоты за матч                    | Шон Брэдли          | 4.0        | НБА в сезоне 1997/1998 |

### Статистика в одном матче среди игроков
Наивысшее показатели приведены на конец сезона 2022/23 для игр регулярного сезона НБА
| Категория                   | Игрок           | Показатель | Дата            | Ссылка |
| --------------------------- | --------------- | ---------- | --------------- | ------ |
| Минуты                      | Бак Уильямс     | 60         | 1 февраля 1987  | [ 36 ] |
| Очки                        | Кайри Ирвинг    | 60         | 15 марта 2022   | [ 37 ] |
| Подборы                     | Бак Уильямс     | 27         | 1 февраля 1987  | [ 36 ] |
| Подборы в защите            | Бак Уильямс     | 22         | 1 февраля 1987  | [ 36 ] |
| Подборы в атаке             | Джейсон Уильямс | 17         | 31 октября 1997 | [ 38 ] |
| Передачи                    | Кевин Портер    | 29         | 24 февраля 1978 | [ 39 ] |
| Перехваты                   | Кендалл Гилл    | 11         | 3 апреля 1999   | [ 40 ] |
| Блок-шоты                   | Дэррил Доукинс  | 13         | 5 ноября 1983   | [ 41 ] |
| Потери                      | Кевин Портер    | 12         | 9 ноября 1977   | [ 42 ] |
| Потери                      | Джейсон Кидд    | 12         | 6 января 2003   | [ 43 ] |
| Потери                      | Джейсон Кидд    | 12         | 16 марта 2003   | [ 44 ] |
| Забито бросков с игры       | Рэй Уильямс     | 21         | 17 апреля 1982  | [ 45 ] |
| Попытки бросков с игры      | Джон Уильямсон  | 40         | 4 марта 1978    | [ 46 ] |
| Забито трёхочковых бросков  | Дерон Уильямс   | 11         | 8 марта 2013    | [ 47 ] |
| Попытки трёхочковых бросков | Винс Картер     | 20         | 11 декабря 2006 | [ 48 ] |
| Забито штрафных бросков     | Винс Картер     | 23         | 23 декабря 2005 | [ 49 ] |
| Попытки штрафных бросков    | Джон Уильямсон  | 24         | 9 декабря 1978  | [ 50 ] |
| Попытки штрафных бросков    | Винс Картер     | 24         | 23 декабря 2005 | [ 49 ] |
| Попытки штрафных бросков    | Девин Харрис    | 24         | 7 ноября 2008   | [ 51 ] |

## Командная статистика
Наивысшее показатели за сезон приведены на конец сезона 2022/23
| Категория                            | Сезон                  | Статистика |
| ------------------------------------ | ---------------------- | ---------- |
| Минуты                               | АБА в сезоне 1971/1972 | 20,435     |
| Очки                                 | АБА в сезоне 1971/1972 | 9,476      |
| Подборы                              | АБА в сезоне 1975/1976 | 4,243      |
| Передачи                             | НБА в сезоне 1984/1985 | 2,163      |
| Перехваты                            | НБА в сезоне 1981/1982 | 918        |
| Блок-шоты                            | НБА в сезоне 1977/1978 | 631        |
| Персональные фолы                    | АБА в сезоне 1969/1970 | 2381       |
| Потери                               | НБА в сезоне 1982/1983 | 1873       |
| Забито бросков с игры                | АБА в сезоне 1974/1975 | 3,879      |
| Попытки бросков с игры               | АБА в сезоне 1975/1976 | 8,148      |
| Забито трёхочковых бросков           | НБА в сезоне 2018/2019 | 1,047      |
| Попытки трёхочковых бросков          | НБА в сезоне 2018/2019 | 2,965      |
| Забито штрафных бросков              | АБА в сезоне 1967/1968 | 2,138      |
| Забито штрафных бросков              | АБА в сезоне 1967/1968 | 2,876      |
| Процент попадания с игры (FG%)       | НБА в сезоне 1983/1984 | .489       |
| Процент попадания трёхочковых (3FG%) | НБА в сезоне 2020/2021 | .392       |
| Процент попадания со штрафных (FT%)  | НБА в сезоне 2021/2022 | .805       |
| Очки за матч                         | НБА в сезоне 2020/2021 | 118.6      |
| Подборы за матч                      | АБА в сезоне 1967/1968 | 52.2       |
| Передачи за матч                     | НБА в сезоне 2020/2021 | 26.8       |
| Перехваты за матч                    | НБА в сезоне 1981/1982 | 11.2       |
| Блок-шоты за матч                    | НБА в сезоне 1977/1978 | 7.7        |